# Cotu (Uda), Argeș
Cotu este un sat în comuna Uda din județul Argeș, Muntenia, România.